# Sivert Amland
Sivert Øksnes Amland (Bergen, 17 gennaio 1993) è un arbitro di calcio norvegese, rappresentante il Fana Fotball.

## Carriera
Amland ha cominciato ad arbitrare in 1. divisjon a partire dalla stagione 2016: il suo primo incontro diretto ha visto affrontarsi Kristiansund BK e Jerv (2-0), in data 10 aprile.
Il 24 giugno 2020 ha invece arbitrato la prima partita in Eliteserien, dirigendo la sfida tra Haugesund e Kristiansund BK (2-2).
Occasionalmente, ha diretto incontri in Finlandia (Ykkönen), Fær Øer (Formuladeildin) e Islanda (1. deild karla).